# قائمة شخصيات جراند ثفت أوتو: سان أندرياس
جراند ثفت أوتو: سان أندرياس (بالإنجليزية: Grand Theft Auto: San Andreas)‏ هي لعبة فيديو عالم مفتوح تم إطلاقها في سنة 2004، تم تطويرها من قبل شركة روكستار جيمز، وهي ثالث لعبة ثلاثية الأبعاد في سلسلة غراند ثفت أوتو وخامس إصدار أصلي لمنصة ألعاب والثامن عموماً في السلسلة. صدرت في أكتوبر 2004 للبلي ستيشن 2 وفي يونيو 2005 للأكس بوكس ومايكروسوفت ويندوز. قد تلقت نجاحاً هائلاً على مستوى النقد والمبيعات على المنصات الثلاثة. فهي أكثر لعبة بلي ستيشن 2 مبيعاً على الإطلاق. غراند ثفت أوتو: سان أندرياس سبقتها لعبة غراند ثفت أوتو: فايس سيتي وتبعتها لعبة غراند ثفت أوتو: فايس سيتي ستوريز.
تقع أحداث اللعبة في ولاية سان أندرياس شبه الخيالية التي تحتوي على ثلاثة مدن رئيسية: لوس سانتوس، مبنية على مدينة لوس أنجلوس وسان فييرو مبنية على مدينة سان فرانسيسكو ولاس فينتورس المبنية على مدينة لاس فيغاس وتفصل بين هذه المدن مساحات شاسعة من الريف والبلدات الصغيرة والصحاري. تدور قصة اللعبة حول عضو العصابة كارل جونسون (بالإنجليزية: Carl Johnson)‏ ويلقب "CJ" الذي يعود إلى لوس سانتوس قادماً من ليبرتي سيتي، بعد سماع خبر مقتل والدته. يجد CJ أصدقائه القدامى وعائلته في حالة فوضى. وعلى مدار اللعبة، يكشف CJ تدريجياً الحقيقة خلف مقتل والدته.
القصة فيها الكثير من التشابه مع فضيحة الفساد في شرطة لوس أنجلوس في أواخر تسعينات القرن الماضي واللعبة حتى تقدم محاكاتاً ساخرة لأحداث شغب لوس أنجلوس في 1992، وبسبب ذلك إحتوت اللعبة على عدة شخصيات.

## الشخصيات الرئيسية

### كارل جونسون
كارل جونسون ويعرف في اللعبة باسم سي جي هو بطل اللعبة والشخصية القابلة للعب، قام مغني الهيب الهوب يونغ مايلاي بأداء صوته.
بعد عودته من مدينة ليبرتي سيتي يفاجأ برجال شرطة فاسدين يورطونه (تنبيني وشخصين آخرين) في جريمة قتل لم يقم بها ويستغلونه لأداء المهمات لصالحهم، وثم يعود إلى حيه ويرى هناك شقيقه سويت وصديقيه بيغ سموك ورايدر بالإضافة إلى شقيقته كندل وحبيبها سيزار فيالباندو، بالإضافة إلى مغني الراب الخارج من السجن أو جي يتعاون معهم لأداء المهمات معهم، لكنه يفاجئ بخيانة كل صديقيه بيغ سموك ورايدر له في لوس سانتوس مع عصابة البولوز البنفسجية، وينشب قتال بينهم مما يجبره للهرب إلى الريف وثم مدينة سان فييرو وثم لاس فينتوراس وثم يعود وينتقم منهم ويقتلهم.

### فرانك تينبيني
ضابط شرطة فاسد قام الممثل صامويل جاكسون بأداء صوته.
هو ضابط شرطة فاسد يستغل كارل جونسون بعد أن يورطه في جريمة قتل في أداء مهمات لصالحه، دائماً ما يرافقه شرطيين آخرين يعملان معه وهما إيدي بولاسكي و جيمي هيرنانديز في النهاية يموت تينبيني وهو يحاول الهرب من كارل جونسون.

### بيغ سموك
إسمه الكامل ميلفن بيغ سموك هاريس (بالإنجليزية: Melvin "Big Smoke" Harris)‏ هو واحد من الشخصيات الرئيسية في اللعبة، قام كليفتون باول بأداء صوته وهو أول صديق لسي جاي يظهر في اللعبة، في البداية يقوم بأداء عدة مهمات معه في مدينة لوس سانتوس وقد كان في البداية مع عصابة غروف ستريت فاميليس الخضراء (نفس عصابة سي جاي) لكن بعد ذلك يكتشف سي جاي خيانته مع ريدر مع عصابة البولوز ويقوم بقتله في المهمة الأخيرة.

### رايدر
إسمه الكامل لانس رايدر ويلسون (بالإنجليزية: Lance "Ryder" Wilson)‏ قام إم سي أيهت بأداء صوته، هو صديق لسي جي وعضو في عصابة غروف ستريت فاميليس الخضراء، يعرف بتدخينه للسجائر ولبسه النظارات الشمسية مع قبعة خضراء، ويؤدي عدة مهمات مع سي جي ويعرف بمهارته في قيادة المركبات، لكن يكتشف سي جي خيانته هو الآخر مع عصابة البولوز بعد أن يطلعه سيزار على ذلك، ويقوم سي جاي بقتله في مهمة pier 69 في سان فييرو.

### سويت
سويت (بالإنجليزية: Sweet)‏ وإسمه الحقيقي شون جونسون (بالإنجليزية: Sean Johnson)‏ هو الشقيق الأكبر لسي جاي بطل اللعبة وكذلك شقيق كيندل، وهو عضو مهم في عصابة غروف ستريت فاميليس، يقوم فايزون لوف بأداء صوته، بعد مقتل شقيقه براين ينادي سويت شقيقه سي جاي من مدينة ليبرتي سيتي كي يثأروا لمقتله، قبل أن يغادر سي جاي مدينة لوس سانتوس يعرف بمخطط قتل سويت فيهب بسرعة لإنقاذه ويصاب سويت بالفعل في معركة له ضد عصابة البولوز وينقل إلى المستشفى بينما يقوم كل من تينبيني والشرطيين الآخرين ألذين معه بأخذه سي جاي إلى الريف بعيداً عن أخيه.

### سيزار فيالباندو
سيزار فيالباندو (بالإنجليزية: Cesar Vialpando)‏ هو قائد عصابة فاريوس لوس أزتيكاس المكسيكية وعشيق كيندل شقيقة سي جاي قام كليفتون كولينز جونيور بأداء صوته، يعارضه في البداية كل من سي جاي وسويت بسبب علاقته مع شقيتهم كيندل، إلا أنه فيما يكتشفون صدق نيته مع شقيقتهم وأنه يحبها، كما أنه يدخل سي جاي للمشاركة في عدة سباقات ورقص سيارات وثم يكشف لسي جاي خيانة بيغ سموك ورايدر له ولعصابة غروف ستريت بويس الخضراء وذلك بتعاونهم مع عصابة البولوز البنفسجية.

### وو زي
إسمه الكامل وو زي مو (بالإنجليزية: Wu Zi Mu)‏ (بالصينية: 武梓穆) هو رجل أعمال ورئيس عصابة ماونتن كلود بويس الصينية في مدينة سان فييرو وكذلك هو صاحب كازينو فور دراغونس  في مدينة لاس فينتوراس، يقوم سي جاي بأداء عدة مهمات له ويتعاون معه ضد عصابة ذا دا نانغ الفيتنامية التي تنافسه في السيطرة على مدينة سان فييرو، يكتشف سي جي فيما بعد أنه أعمى، قام جيمس يايغاشي بأداء صوته.

## شخصيات داعمة

### إيدي بولاسكي
إدوارد بولاسكي (بالإنجليزية: Pulaski Edward)‏ هو ضابط شرطة فاسد أيضاً من مدينة لوس سانتوس وهو شريك تينبيني في جرائمه، حيث يقومون بتوريط سي جاي بجريمة قتل لم يفعلها وثم يدخلونه في عدة مهمات لصالحهم، قام كريس بن بأداء صوته.

### جيمي هيرناندز
جيمي هيرنانديز (بالإنجليزية: Jimmy Hernandez)‏ هو ضابط شرطة مكسيكي الجنسية فاسد أيضاً من مدينة لوس سانتوس وشريك كل من تينبيني وإيدي بولاسكي في جرائمهم، قام أرماندو رييسكو بأداء صوته.

### كيندل جونسون
كيندل جونسون (بالإنجليزية: Kendl Johnson)‏ هي شقيقة كل من سي جاي وسويت وبراين جونسون، تعارض توجهات سي جاي وسويت في حروب العصابات التي يقومون بها وترغب بالعيش بسلام ومن دون خوف مقتل احدهما.

### جيفري كروس
جيفري كروس (بالإنجليزية: Jeffrey Cross)‏ معروف باسم أو جي لوك (بالإنجليزية: OG Loc)‏ هو عضو مؤقت في عصابة غروف ستريت فاميليس الخضراء وجار لجونسون، قام جوناثان أندرسون بأداء صوته.
هو صديق لسي جاي ومغني راب يتعرف عليه بعد خروجه من السجن وثم يقوم بعدة مهمات لصالحه وذلك كي يقوم بإنتاج تسجيلاته الموسيقية لأغاني الراب. الخاصة به.

### كاتالينا
كاتالينا (بالإنجليزية: Catalina)‏ هي قريبة سيزار فيالباندو يتعرف سي جاي عليها في الريف ويقوم بأداء عدة مهمات لها، تتميز بحدة طباعها وكرهها للرجال، يدخل سي جاي بالإجبار في علاقة عشق معها وعند نهاية المهمات معها يتركون بعضهم وتنتقل إلى ليبرتي سيتي مع عشيق آخر لها إسمه كلود. قامت سينثيا فاريل بأداء صوتها.

### ذا تروث
ذا تروث (بالإنجليزية: The Truth)‏ هو مزارع وتاجر ماريجوانا من الريف يتعرف عليه سي جاي ويقوم بعدة مهمات لصالحه، منها الهجوم على القاعدات العسكرية، يحب ممارسة اليوغا بين الحين والآخر، قام بيتر فوندا بأداء صوته.

### زيرو
زيرو (بالإنجليزية: Zero)‏ هو خبير تقنيات من سان فييرو يقوم سي جاي بشراء محل ألعاب له وثم يقوم بعدة مهمات لصالحه ضد منافسيه، قام ديفيد كروس بأداء صوته.

### جيزي بي
جيزي بي (بالإنجليزية: Jizzy B)‏ هو أكبر قوادي مدينة سان فييرو وصاحب نادي ليلي للتعري، تعاون معه سي جاي كي يعرف معلومات عن عصابتي لوكو سينديكا والبولوز، ويقوم سي جاي بأداء عدة مهمات لصالحه لكن بعد ذلك يكتشف خيانته له بعد أن يكتشف علاقته مع عصابتي لوكو سينديكا والبولوز بواسطة سيزار ويقوم سي جاي بقتله قبل نهاية مهمات سان فييرو. قام جيمس وودز بأداء صوته.

### كين روزنبيرغ
كين روزنبيرغ (بالإنجليزية: Ken Rosenberg)‏ محامي سابق ظهر في لعبة غراند ثفت أوتو: فايس سيتي، وفي لعبة سان أندرياس يظهر بكونه زعيم مافيا في مدينة لاس فينتوراس، يقوم سي جاي بعدة مهمات لصالحه في هذه المدينة، قام ويليام فيكنر بأداء صوته.

## شخصيات أخرى
- بيفرلي جونسون هي والدة سي جاي الافتراضية التي تم قتلها من قبل عصابة البولوز.
- أولد ريس هو حلاق شعبي من مدينة لوس سانتوس.
- إيميت تاجر أسلحة من مدينة لوس سانتوس، يقوم بدعم عصابة ذا غروف ستريت فاميليس بالأسلحة.
- مارك بي دوب تاجر مخدرات ويعرف نفسه أنه من عصابة ذا غروف ستريت فاميليس قام مغني الراب ذا غيم بأداء صوته.
- فريدي هو مثلي سابق [4] يقوم اغتصاب أو جي لوك في السجن ويقوم بسرقات كلمات واحدة من أغنياته بعد خروج أو جي لوك من السجن يذهب مع سي جاي للثأر منه ويقومون بقتله.
- عشيقات سي جاي يتعرف سي جاي بعدة عشيقات في هذه اللعبة وهن دينيس روبنسون التي ينقذها من حرق في منزلها (قامت هيثر سيمس بأداء صوتها). ميلي بيركنز هي عشيقة سي جاي وعاملة في نادي قمار (كازينو كاليكولا) من مدينة لاس فينتوراس (قامت أوفريه بأداء صوتها). و هيلينا ويتكنسون (قامت بيجو فيليبس بأداء صوتها)تعيش قرب لوس سانتوس في (على الخريطة) flant Range وميشيل كانس (قامت فانيسا أسبياغا بأداء صوتها) تعيش في مدينة سان فيرو في (على الخريطة) downtownو كاتي زان (قامت تشاينا تشو بأداء صوتها) تعيش في مدينة سان فيرو في (على الخريطة) paradisoو برباره شتيرنفارت (قامت دانييلي لي غريفز بأداء صوتها) تعيش في صحراء في قرية elquerados. للاعب الحرية في قتلهن من عدمه.
- ران فا لي هو رجل عصابات صيني وصديق لووزي وهو أخرس ويقوم سي جاي واحدة من المهمات لصالحه.
- دواين وجيثرو الأول دواين هوطباخ يعمل في مدينة سان فيرو وهو صديق ذا تروث اما جيثرو هو ميكانيكي يصلح السيارات وهو أيضا صديق لي ذا تروث وسيساعدان كارل كثير لان لديهم خبرة في تصليح السيارات ويستدعيهم إلى المراب